# أسلوب أذيني

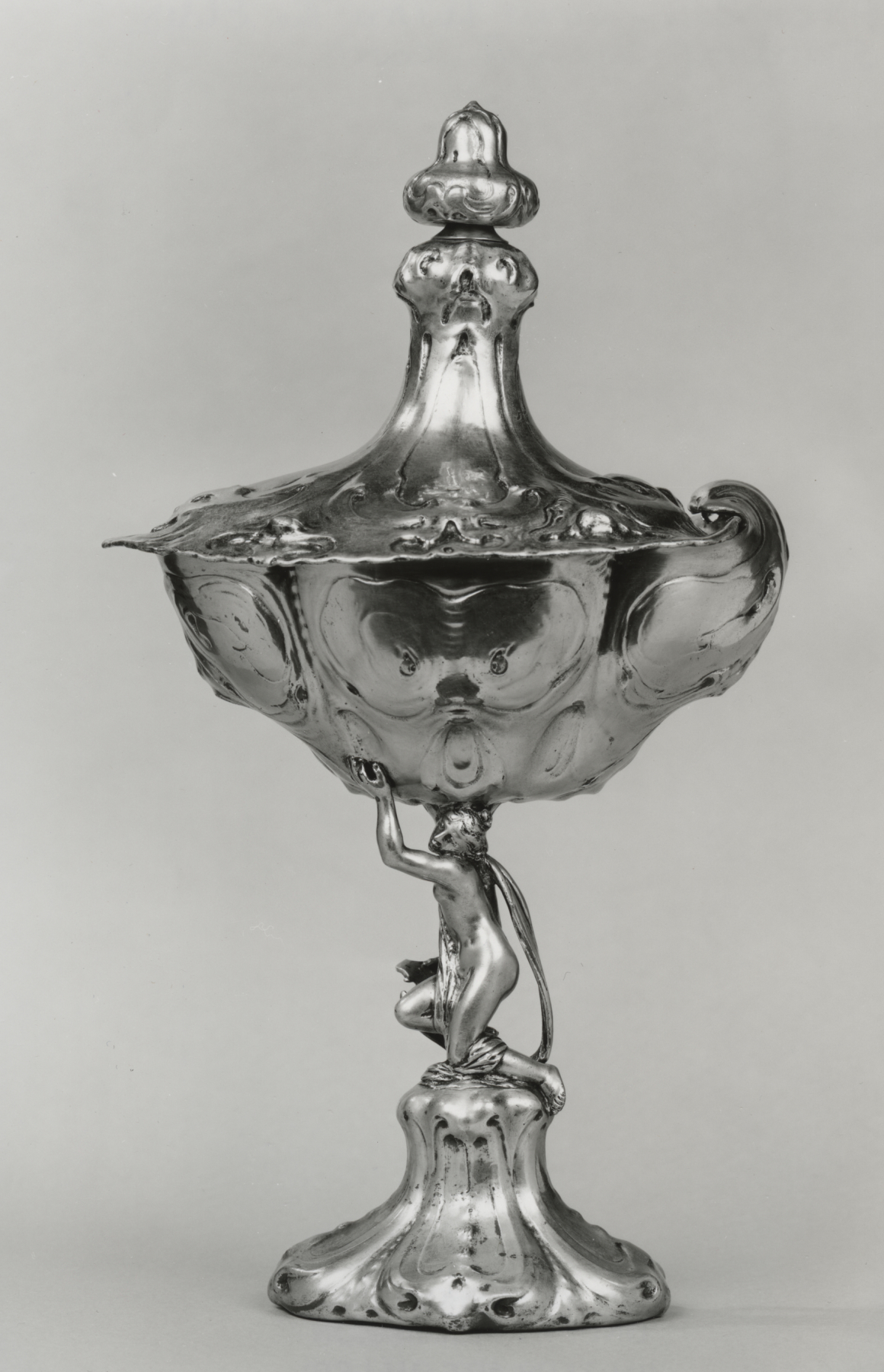
كأس قائم بواسطة يوهانس لوتما ، 1639

الأسلوب الأذيني أو الأسلوب المفصص هو أسلوب للزينة الزخرفية، يمكن العثور عليه بشكل أساسي في أوروبا في النصف الأول من القرن السابع عشر، يجمع بين النهجية الشمالية والباروك. يعد هذا الأسلوب مهمًا ومؤثرًا بشكل خاص في صناعة الفضة، ولكنه استخدم أيضًا في الزخارف المعمارية الصغيرة مثل كشوف الأبواب والنوافذ وإطارات الصور ومجموعة واسعة من الفنون الزخرفية. يستخدم هذا الأسلوب أشكالًا مجردة تنساب تضاريسها بنعومة وتكون أحيانًا غير متناظرة بأشكال تشبه الشكل الجانبي للأذن البشرية، الأمر الذي أعطاه اسمه هذا، أو على الأقل تحمل «الأشكال المتوجة والزلقة والخالية من العظم أحيانًا اقتراحات لأشكال من داخل الأذن أو لأشكال تشبه صدفة المحار». يرتبط الأسلوب في غالب الأمر بأشكال لحيوانات بحرية أو لأقنعة وأشكال غامضة يمكن أن تكون كذلك، يبدو وكأنها تنبثق من خلفية مائعة متموجة، كما لو أن الفضة ما تزال في حالتها المنصهرة.
في بعض اللغات الأوروبية الأخرى، يكافئ مصطلح الباروك الغضروفي الأسلوب الأذيني ويندرج الأخير تحته، لأن الأشكال قد تشبه الغضاريف. مع ذلك، قد تُطبق هذه المصطلحات على نطاق واسع وغامض إلى حد ما، على مجموعة محيرة من أساليب النهجية الشمالية والزخرفية الباروكية. يُذكر في اللغة الهولندية، أسلوب «الدلفين والرخويات».

## الأعمال المعدنية
على الرغم من أن هناك سوابق لذكر الأسلوب في التصاميم الرسومية للنهجيين الإيطاليين مثل جوليو رومانو وإينيا فيكو، يمكن إيجاد الأسلوب الأذيني أولًا في عام 1598 في كتاب الزخرفة لأسلوب النهجية الشمالية، Architectura: Von Außtheilung, Symmetria und Proportion der Fünff Seulen لوينديل ديتيرلين من شتوتغارت. يمكن العثور على الأسلوب في تصاميم هانز فيردمان دي فيريز في هولندا، واستخدم بشكل أكثر فاعلية على يد صانعي الفضة من مدينة أوترخت، بول وآدم فان فيانن وتلميذ بول، يوهانس لوتما الذي استقر في أمستردام. كان توماس بوغاريت صانع فضة هولندي استخدم الأسلوب الأذيني. نشرت تصاميم إم. موسين في أمستردام في منتصف القرن. عمل كريستسان فان فيانن، نجل آدم، في إنجلترا في بلاط تشارلز الأول وتشارلز الثاني، ونقل الأسلوب إلى هناك. صنعت كأس النخب الروسية أو البراتينية الموجودة في متحف والترز في روسيا بين 1650- 1670 بالأسلوب الأذيني الذي يفترض أنه نُسخ من قطع أحضرت إلى روسيا على يد التجار الهولنديين، ربما كهدايا لتسوية الصفقات التجارية.
انسجم الأسلوب في الأعمال المعدنية مع الطبيعة المرنة للمادة، وغالبًا ما أعطى انطباعًا بأن الجسم قد بدأ بالذوبان. يتناقض الأسلوب بشدة مع أسلوب النهجية السابق الذي يحتوي على مشاهد مزدحمة بالأشكال، مثل جرن وإبريق لوميليني بين عامي 1620- 1621، على الرغم من أن بعض الأعمال تمكنت من الجمع بين الأسلوبين مثلما هو الحال في حوض وإبريق من الفضة العائد لعام 1630 والذي كان قد صنع في دلفت لكنه موجود اليوم في أوترخت بعد أن استبدلت بالأعمال الشريطية عناصر بالأسلوب الأذيني.